# ام الدفوف
هي قرية فلسطينية مُهَجرة. كانت جنوب غرب مدينة حيفا، وتبعد عنها حوالي 28 كم، بارتفاع يصل إلى 220 م فوق سطح البحر، وهي من القرى التي دمرت زمن الانتداب البريطاني، وتحديداً في أواخر عام 1938 وأوائل العام 1939 حيث دُمِرَت وضُمت أراضيها إلى مستعمرة زخرون يعقوب.
كانت قرية أم الدفوف إحدى ثلاث قرى هجرت من منطقة الروحة قبل النكبة (القريتان الأخريتان هما قرية الجعارة وقرية المراح وتقع غربها) في العام 1938م والقليل منها عام 1939م ،أقيمت مكانها في عام 1939م في عهد الاحتلال البريطاني البغيض مغتصبة "دالية".
القرية اليوم بقي فيها بعض آثار البيوت.  
بلغ عدد سكان القرية عام 1922 م ( 44 عربيا )، وفي عام 1931 م وصل العدد إلى ( 49 ) منهم ( 22 ذكر و 27 أنثى )، وكانوا يسكنون ب 10 بيوت كشف سكان قرية ام الدفوف الواقعة جنوب مدينة المشارع ذات الألف نسمة تقريبا عن معاناتهم بعدم وجود مدارس او مراكز صحية لأقل من خمسة كيلو مترات عن قريتهم اضافة إلى ضيق المساحة السكنية لها كونها محاصرة بالوحدات الزراعية .  